# Metroperiella armagillae
Metroperiella armagillae är en mossdjursart som först beskrevs av Jean-Loup d'Hondt och Redier 1977.  Metroperiella armagillae ingår i släktet Metroperiella och familjen Bitectiporidae. Inga underarter finns listade i Catalogue of Life.